# Вершина (Котласский район)
Вершина — деревня в Котласском районе Архангельской области.

## География
Находится в юго-восточной части Архангельской области на расстоянии приблизительно 7 км на восток-юго-восток по прямой от города Котлас на правобережье речки Лименда.

## История
В 1939 году отмечалась как деревня Антоновского сельсовета. До 2022 года деревня входила в Черёмушское сельское поселение до его упразднения.

## Население
Численность населения: 40 человек (русские 100 %) в 2002 году, 0 в 2010.